# Garßenhof
Der Garßenhof ist das Wohnhaus eines ehemaligen Hofes in Salzgitter-Gitter. Es wurde 1557 erbaut und ist nach dem Kniestedter Gutshaus der zweitälteste heute noch erhaltene Fachwerkbau auf dem Gebiet der Stadt Salzgitter. Ab 1980 wurde der Garßenhof nach Salzgitter-Bad umgesetzt und steht heute zwischen dem Ratskeller und dem Kniestedter Gutshaus.

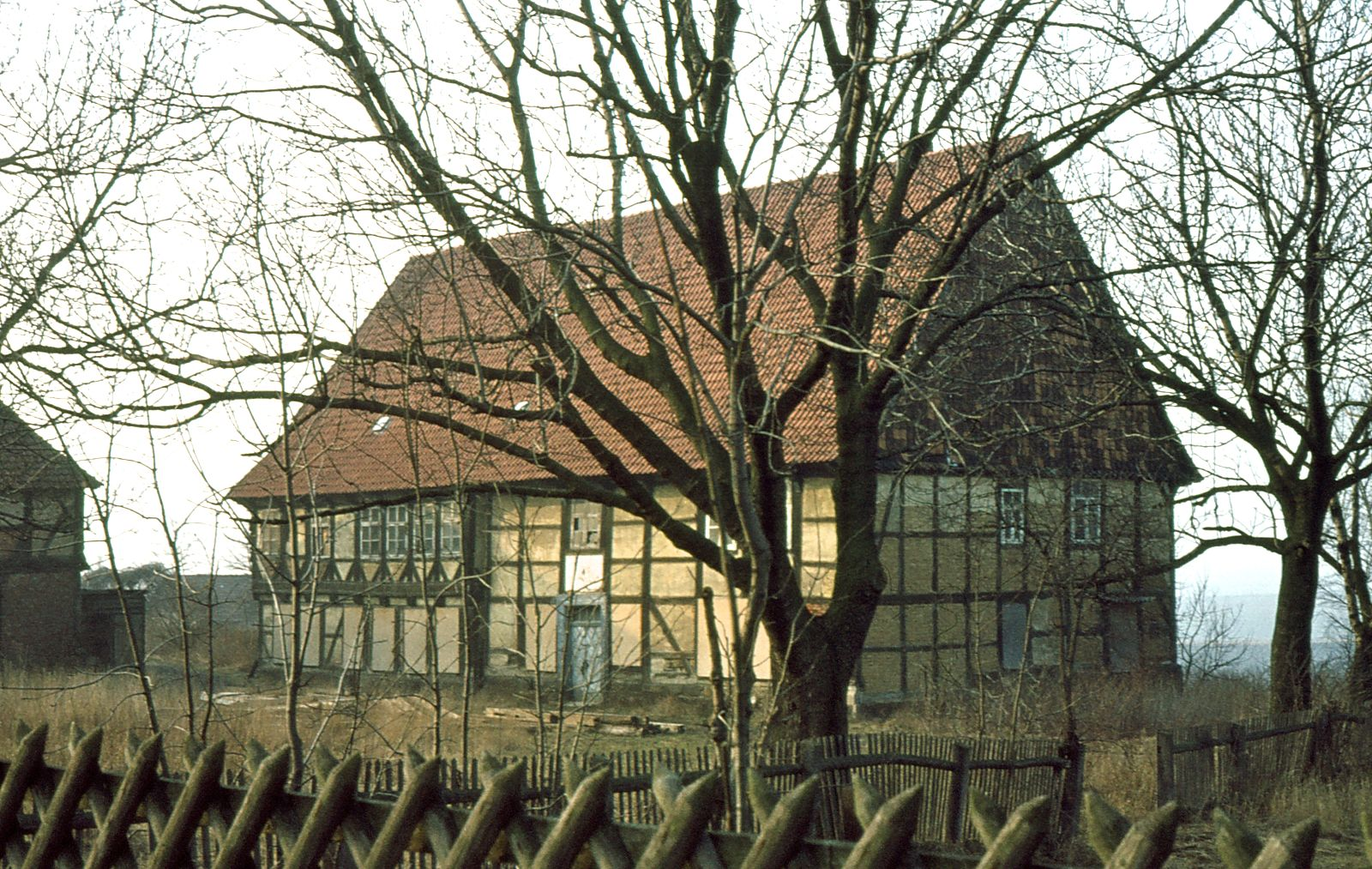
Wohngebäude des Garßenhof in Salzgitter-Gitter, Aufnahme 1964

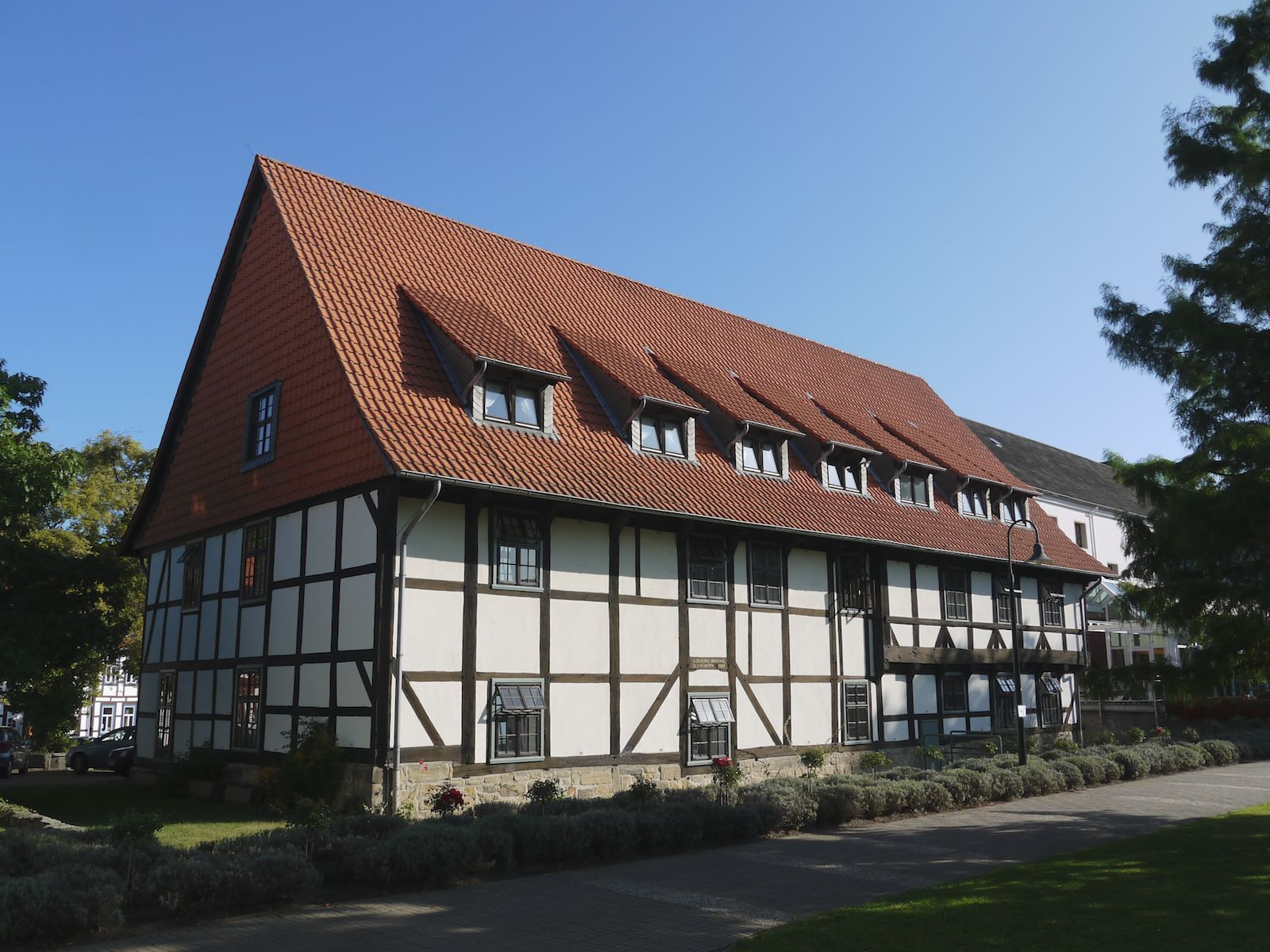
Garßenhof im Rosengarten von Salzgitter-Bad, Aufnahme 2012

Das Gelände des Garßenhofes, oftmals auch als „Ritterhof“ bezeichnet, lag zwischen den heutigen Straßen Am Ritterhof, Friedhofsweg und Garßenhof. Der Bau des nach seinen späteren Besitzern, der Familie Garßen, benannten Hofes wurde 1557 begonnen. Das Wohnhaus, der älteste, heute östliche Teil des Gebäudes, wurde in fast quadratischer Form über einem alten Gewölbekeller, wahrscheinlich den Resten einer früheren Wohnanlage, errichtet. Es handelte sich um einen zweigeschossigen Fachwerkständerbau, die Gefache waren größtenteils mit Holzgeflecht und Lehmbewurf gefüllt, zum Teil auch mit handgeformten Lehmziegeln. Bauherr war der Ackermann Lüdeke Dedeke. Der Spruch in der Setzschwelle des Obergeschosses lautet „Wer Gott vertrawet / hat wohl gebawet / Den wo der Herr das Haus nicht bawet / So arbeiten umbsonst die daran bawen. BEATI OMNES / QUI CONFIDENT IN EO“ (dt. Alle Glücklichen, die sich zu ihm bekennen).
Zwischen 1597 und 1602 wurde der Liebenburger Amtmann Peter Drögemüller als Besitzer genannt. Im Jahr 1616 wurde mit dem Juristen Ludolph Garßen erstmals ein Mitglied der Familie Garßen als neuer Eigentümer aufgeführt, bis 1881 verblieb der Hof im Besitz dieser Familie. Im Dreißigjährigen Krieg wurde der Hof stark zerstört und wurde erst nach 1700 erweitert: das Wohnhaus erhielt einen Anbau und am Eingang wurde ein zweigeschossiges Pförtnerhaus errichtet, an das sich mehrere Stallungen anschlossen. Zur Straße hin trennte eine Sandsteinmauer den Hof ab, zu dem man durch ein neben dem Pförtnerhaus stehendes Portal Zutritt bekam. In einem Brandversicherungskataster von 1766 findet sich eine Aufzählung der damals zum Garßenhof gehörenden Gebäude: ein Wohnhaus; eine Scheune mit Wagenschauer; neben dem Tor eine Scheune mit Pferdestall, Füllenstall, Schweinestall, Schafstall, Gänsestall und Holzschauer; ein weiterer Schafstall nebst Kutschenschauer, Hühnerhaus und Bau- und Backhaus.
Bei einem Großbrand im Jahre 1857, der den nordwestlichen Teil des Dorfes Gitter zerstörte, wurde auch der Garßenhof betroffen und verlor einen Teil der Wirtschaftsgebäude. Im Jahr 1881 verkaufte die Familie Garßen daraufhin den Hof. 1934 wurde das Gebäude zu einem Wohnhaus umfunktioniert. Das Eingangstor zum Garßenhof wurde 1941 zum heutigen Vöppstedter Friedhof in Salzgitter-Bad umgesetzt, da es wegen des durch den Bau der Reichswerke Hermann Göring zunehmenden Verkehrs einzustürzen drohte. Nach dem Krieg verfiel der Hof, das Pförtnerhaus wurde 1958 abgerissen, 1963 die an der Straße stehende Mauer und seit 1977 stand das Wohnhaus leer.
Im März 1979 beschloss der Rat der Stadt Salzgitter, die inzwischen den Besitz am Garßenhof übernommen hatte, das Wohngebäude abzubauen und nach Salzgitter-Bad umzusetzen. Dort wurde es bis 1982 neben dem historischen Ratskeller am Rande des heutigen Rosengartens wieder aufgebaut und bildet zusammen mit dem Kniestedter Gutshaus, dem Tillyhaus und dem Gradierpavillon die „Traditionsinsel“ von Salzgitter-Bad.